# 小行星4455
小行星4455（英語：4455 Ruriko）是一颗围绕太阳公转的小行星。1988年12月2日，上田清二、金田宏在钏路市发现了此天体。
这颗小行星的绝对星等为232.1476166479443等。